# آگوستینا آلبرتاریو
آگوستینا آلبرتاریو (اسپانیایی: Agustina Albertarrio‎؛ زادهٔ ۱ ژانویهٔ ۱۹۹۳) بازیکن هاکی روی چمن زن اهل آرژانتین است.